# Andijon Professional Futbol Klubi
L'Andijon Professional Futbol Klubi è una società calcistica uzbeka con sede nella città di Andijan. Milita nell'Oʻzbekiston Professional Futbol Ligasi, la massima divisione del campionato uzbeko. La squadra gioca le partite casalinghe al Sogʻlom avlod stadioni.

## Storia
Il club viene fondato nel 1964. Nel 2005 vince la Uzbekistan Pro League e nel 2013 riesce a raggiungere il secondo posto e nel 2017 un terzo posto nella competizione. Nel 2022 vince nuovamente la Uzbekistan Pro League e viene promossa in O'zbekiston Superligasi la massima serie del campionato uzbeko. Nel 2023 il club si rinforza con alcuni giocatori importanti come il portiere Ihor Lytovka e il centrocampista Levan Arveladze, il club raggiunge il settimo posto nella O'zbekiston Superligasi. Il 5 ottobre vince per la prima volta la Coppa dell'Uzbekistan.

## Palmarès

### Competizioni nazionali
- Coppa d'Uzbekistan: 1

2024
- Uzbekistan Pro League: 2

2005, 2022

### Altri piazzamenti
- Uzbekistan Pro League: 2

Secondo posto: 2013
Terzo posto: 2017
- Supercoppa dell'Uzbekistan:

Finalista: 2025

## Organico

### Rosa 2020
| N. |                       | Ruolo | Calciatore           |
| -- | --------------------- | ----- | -------------------- |
| 1  | Uzbekistan (bandiera) | P     | Aslonbek Akhrorov    |
| 3  | Uzbekistan (bandiera) | D     | Azamat Isroilov      |
| 4  | Uzbekistan (bandiera) | D     | Farkhod Mirakhmatov  |
| 5  | Uzbekistan (bandiera) | D     | Khushnudbek Avilov   |
| 6  | Uzbekistan (bandiera) | D     | Baxtiyor Kosimov     |
| 7  | Uzbekistan (bandiera) | C     | Jamshed Khasanov     |
| 8  | Uzbekistan (bandiera) | C     | Farkhod Bekmuratov   |
| 9  | Georgia (bandiera)    | C     | Levan Arveladze      |
| 9  | Nigeria (bandiera)    | D     | Emmanuel Ariwachukwu |
| 10 | Moldavia (bandiera)   | A     | Artem Litviakov      |
| 11 | Uzbekistan (bandiera) | C     | Siroj Melyev         |
| 14 | Nigeria (bandiera)    | C     | Michael Okoro Ibe    |
| 16 | Uzbekistan (bandiera) | P     | Eldor Adkhamov       |

| N. |                       | Ruolo | Calciatore             |
| -- | --------------------- | ----- | ---------------------- |
| 17 | Uzbekistan (bandiera) | C     | Abdulloh Olimov        |
| 19 | Ucraina (bandiera)    | D     | Dmytro Zozulya         |
| 20 | Uzbekistan (bandiera) | D     | Asilbek Azizov         |
| 22 | Uzbekistan (bandiera) | D     | Usmonali Ismonaliev    |
| 23 | Uzbekistan (bandiera) | A     | Timur Usmonov          |
| 24 | Uzbekistan (bandiera) | C     | Asliddin Abdumukhtorov |
| 25 | Uzbekistan (bandiera) | C     | Qakhramov Bahodirov    |
| 27 | Uzbekistan (bandiera) | C     | Mukhammad Yuldashev    |
| 55 | Uzbekistan (bandiera) | D     | Bekzod Burxonov        |
| 70 | Uzbekistan (bandiera) | C     | Nodirbek Mavlonov      |
| 72 | Ucraina (bandiera)    | P     | Ihor Lytovka           |
| 71 | Uzbekistan (bandiera) | P     | Islombek Abdullaev     |
| 77 | Uzbekistan (bandiera) | C     | Jahongir Abdumominov   |